# Ceratopsyche uvana
Ceratopsyche uvana är en nattsländeart som först beskrevs av Wolfram Mey 1995.  Ceratopsyche uvana ingår i släktet Ceratopsyche och familjen ryssjenattsländor. Inga underarter finns listade i Catalogue of Life.